# Canton d'Espelette
Le canton d'Espelette est une ancienne division administrative française, située dans le département des Pyrénées-Atlantiques et la région Aquitaine.
Les communes qui le composent, dont Espelette, sont des villages du Labourd (Pays basque).
La commune chef-lieu, Espelette, n'est pas la plus peuplée, c'est Cambo-les-Bains.

## Composition
En 1790 le canton d'Espelette est composé de 3 communes:
- Espelette
- Larressore
- Souraïde

Par un arrêté du 9 pluviôse an 10 (29 janvier 1802) le canton d'Espelette est modifié et comprend désormais 7 communes:
- Ainhoa
- Cambo-les-Bains
- Espelette
- Itxassou
- Louhossoa
- Sare
- Souraïde

Cette composition n'est pas modifiée jusqu'au nouveau découpage territorial des Pyrénées-Atlantiques. Le canton d'Espelette est supprimé et son territoire partagé entre les nouveaux cantons d'Ustaritz-Vallées de Nive et Nivelle et de Baïgura et Mondarrain par le décret du 25 février 2014.

## Histoire
- En 1790[4], le canton d'Espelette fait partie du district d'Ustaritz.

- En 1802, le canton d'Espelette fait partie de l'arrondissement de Bayonne.

- De 1833 à 1848, les cantons d'Espelette et d'Hasparren avaient le même conseiller général. Le nombre de conseillers généraux était limité à 30 par département[5].

## Représentation
De 1833 à 1848, le canton d'Espelette est associé au canton d'Hasparren pour l'élection d'un conseiller général commun aux deux cantons.
À partir de 1848, le canton d'Espelette élit son propre représentant au Conseil Général.

### Conseillers généraux de 1833 à 2015
| Période           | Identité                  | Parti                                       | Qualité |
| ----------------- | ------------------------- | ------------------------------------------- | --- |
| 1833-1845         | Pierre Daguerre-Mongabure | Majorité ministérielle                      | Négociant à Bayonne                                                                                             |
| 1845-1848         | Dominique Harriague       |                                             | Médecin à Hasparren                                                                                             |
| 1848-1865         | Jean Martin Diharassarry  |                                             | Notaire, propriétaire, maire d'Espelette                                                                        |
| 1865-1871         | Léonce-Jean Goyetche      |                                             | Directeur de la Compagnie transatlantique                                                                       |
| 1871-1889         | Louis David               | Droite                                      | Médecin |
| 1889-1895         | Pierre Juanchuto          | Conservateur                                | Propriétaire à Cambo-les-Bains                                                                                  |
| 1895-1907 (décès) | Gustave Leremboure        | Républicain                                 | Maire de Sare (1888-1907)                                                                                       |
| 1907-1919         | Pierre Juanchuto          | Conservateur                                | Maire de Cambo-les-Bains (1905-1908 et 1919-1925)                                                               |
| 1919-1925         | Emile Dotezac             | Rad.                                        | Médecin à Cambo-les-Bains                                                                                       |
| 1925-1931         | Alexandre Camino          | URD                                         | Médecin à Cambo-les-Bains                                                                                       |
| 1931-1940         | Emile Dotezac             | Rad.                                        | Médecin, maire de Cambo-les-Bains (1935-1944) Nommé conseiller départemental en 1943                            |
|                   |                           |                                             | |
| 1945-1951         | Charles Palassié          | DVD                                         | Propriétaire à Cambo-les-Bains                                                                                  |
| 1951-1964         | Alexandre Camino          | UNR puis NI                                 | Médecin Député (1958-1962) Maire de Cambo-les-Bains (1960-1965)                                                 |
| 1964-1980 (décès) | Michel Labéguerie         | Centriste CD Groupe Union centriste (Sénat) | Médecin, député (1962-1967), maire de Cambo-les-Bains Sénateur (1974-1980)                                      |
| 1980-2001         | Louis Genin               | UDF-CDS                                     | Agriculteur, maire de Souraïde                                                                                  |
| 2001-2015         | Vincent Bru               | UDF MoDem                                   | Professeur de faculté, maire de Cambo-les-Bains (1995-2017) Elu en 2015 dans le Canton de Baïgura et Mondarrain |

### Conseillers d'arrondissement (de 1833 à 1940)
| Période                                  | Période | Identité                        | Étiquette   | Qualité |
| ---------------------------------------- | ------- | ------------------------------- | ----------- | --- |
| 1833                                     | 1839    | Fructueux Dominique Génie David |             | Médecin à Espelette                                                                                         |
| 1839                                     | 1848    | Jean Dihinx                     |             | Notaire à Mouguerre, propriétaire à Ustaritz                                                                |
|                                          |         |                                 |             | |
| 1898                                     |         | Pierre Ritou                    | Républicain | Propriétaire, maire de Louhossoa                                                                            |
|                                          |         |                                 |             | |
| 1919                                     |         | J. Lacoste                      |             | |
|                                          |         |                                 |             | |
| 1928                                     | 1940    | Pierre Lacoste                  | URD         | Propriétaire à Cambo-les-Bains                                                                              |
| 1940                                     |         |                                 |             | Les conseils d'arrondissement ont été suspendus par la loi du 12 octobre 1940 et n'ont jamais été réactivés |
| Les données manquantes sont à compléter. |         |                                 |             | |

## Démographie
| 1962  | 1968   | 1975   | 1982   | 1990   | 1999   | 2006   | 2011   | 2012   |
| ----- | ------ | ------ | ------ | ------ | ------ | ------ | ------ | ------ |
| 9 415 | 10 016 | 10 091 | 10 629 | 11 403 | 12 510 | 14 445 | 15 949 | 16 083 |